# Episodi di Naomi
La prima e unica stagione della serie televisiva Naomi è stata distribuita negli Stati Uniti dall'emittente televisiva The CW, a partire dall'11 gennaio 2022 con cadenza settimanale.
La serie andrà in onda dal 12 al 20 ottobre 2022 sul canale Mediaset 20.
| n° | Titolo originale                   | Titolo italiano                  | Pubblicazione USA | Prima TV Italia |
| -- | ---------------------------------- | -------------------------------- | ----------------- | --------------- |
| 1  | Don't Believe Everything You Think | Chi sono io?                     | 11 gennaio 2022   | 12 ottobre 2022 |
| 2  | Unidentified Flying Object         | Oggetti volanti non identificati | 18 gennaio 2022   | 12 ottobre 2022 |
| 3  | Zero to Sixty                      | Da zero a cento                  | 25 gennaio 2022   | 13 ottobre 2022 |
| 4  | Enigma                             | Enigma                           | 1º febbraio 2022  | 13 ottobre 2022 |
| 5  | Shadow Ridge                       | Shadow Ridge                     | 22 febbraio 2022  | 14 ottobre 2022 |
| 6  | Homecoming                         | La festa dell'Homecoming         | 1º marzo 2022     | 14 ottobre 2022 |
| 7  | I Am Not a Used Car Salesman       | Non vendo auto usate             | 8 marzo 2022      | 17 ottobre 2022 |
| 8  | Fellowship of the Disc             | La compagnia del disco           | 22 marzo 2022     | 17 ottobre 2022 |
| 9  | Keep Your Friends Close            | Tieniti stretti gli amici        | 29 marzo 2022     | 18 ottobre 2022 |
| 10 | Fallout                            | Conseguenze                      | 26 aprile 2022    | 18 ottobre 2022 |
| 11 | Worst Prom Ever                    | Il peggior ballo di sempre       | 3 maggio 2022     | 19 ottobre 2022 |
| 12 | Ready or Not                       | Non fidarti di nessuno           | 10 maggio 2022    | 19 ottobre 2022 |
| 13 | Who Am I?                          | Chi sono?                        | 10 maggio 2022    | 20 ottobre 2022 |

## Chi sono io?
- Titolo originale: Don't Believe Everything You Think
- Diretto da: Amanda Marsalis
- Scritto da: Ava DuVernay, Jill Blankenship

Nella città statunitense di Port Oswego, Oregon, vive Naomi McDuffie, una vivace teenager che, tra amicizie consolidate, una carriera scolastica alle stelle e una famiglia adottiva a dir poco ideale, gestisce un fansite dedicato a Superman, il suo supereroe a fumetti preferito. Un giorno, nella piazza principale della cittadina vengono avvistati due figuri dalle sembianze umane in preda ad un combattimento nei cieli: venuta a sapere che uno dei due è vestito proprio come Superman, Naomi decide di accorrere sulla scena, cadendo tuttavia in uno stato confusionale a metà strada che la porta infine a svenire. Ricostruendo gli eventi assieme all'amico Nathan, con cui la ragazza ha un passato amoroso, Naomi comincia a nutrire dei sospetti su Dee, un tatuatore locale, che alcuni filmati amatoriali colgono mentre rivolge sguardi di confidenza a Superman. Fronteggiato da Naomi, il tatuatore si giustifica sostenendo di aver organizzato una semplice messinscena per pubblicizzare la propria attività. Poco tempo dopo, perlustrando un'area boschiva, Naomi rinviene un bizzarro disco, per poi essere approcciata da Zumbado, un minaccioso rivenditore di auto usate. Zumbado rivolge a Naomi parole criptiche, lasciando intendere che la ragazza si stia addentrando in questioni più grandi di lei. La ragazza, impaurita, fugge, ma non demorde, e penetra nell'ufficio di Zumbado, dove rinviene alcuni documenti relativi al misterioso avvistamento di un UFO a Port Oswego il 13 marzo 2004, data dell'adozione della stessa Naomi. La ragazza decide di confrontarsi nuovamente con Dee, che le rivela quindi di essere un thanagariano.

## Oggetti volanti non identificati
- Titolo originale: Unidentified Flying Object
- Diretto da: DeMane Davis
- Scritto da: Jill Blankenship

Dee lascia intendere a Naomi che anche ella è un'extraterrestre, e che sarà necessario che si sottoponga a un addestramento finalizzato a risvegliare i suoi poter sopiti. Sfidata a tuffarsi da un ponte per tentare di fluttuare in aria, Naomi abbandona l'addestramento, e comincia ad indagare intensivamente sull'UFO del 2004, ricevendo il sostegno degli amici Annabelle, Anthony, Nathan, Lourdes e Jacob. Durante una perlustrazione notturna, i sei finiscono in una zona pattugliata da Zumbado, che dapprima sgomina i cinque amici di Naomi, quindi mette in fuga anche la ragazza, dopo averle mostrato di essere anch'egli dotato di superpoteri. La ragazza si rivolge ancora una volta a Dee, accettando di iniziare l'addestramento da supereroina.

## La compagnia del disco
Titolo originale: Fellowship of the Disc

## Tieniti stretti gli amici
Titolo originale: Keep Your Friends Close

## Conseguenze
Titolo originale: Fallout

## Il peggior ballo di sempre
Titolo originale: Worst Prom Ever

## Non fidarti di nessuno
Titolo originale: Ready or Not

## Chi sono?
Titolo originale: Who Am I?